# Bernard Hausner
Bernard Hausner (ur. 3 listopada 1874 w Czortkowie, zm. 8 sierpnia 1938 w Jerozolimie) – polski działacz społeczny, rabin i polityk narodowości żydowskiej, syjonista, reprezentant partii Mizrachi, poseł na Sejm I kadencji w II RP.

## Życiorys
Urodził się w ortodoksyjnej rodzinie żydowskiej Shlomo i Tserny Hausnerów. Ukończył niższe bazyliańskie gimnazjum w Buczaczu i Wyższe c.k. gimnazjum w Stanisławowie, był absolwentem seminarium rabinicznego we Lwowie. Studiował filozofię na uniwersytetach w Wiedniu, Pradze i Berlinie.
W latach 1899–1914 nauczał religii w żydowskich szkołach Lwowa. Związał się z ruchem syjonistycznym. Przewodniczył także Towarzystwu dla Rozwoju Rzemieślniczej i Fizycznej Pracy wśród Żydów w Małopolsce.
W czasie I wojny światowej przewodniczył Gminie Żydowskiej we Lwowie (1914–1916). Zaangażował się w pomoc rodzinom rezerwistów walczących na froncie. Później był rabinem w wojsku austriackim (do 1918). Postulował utworzenie Legionu Żydowskiego w ramach armii austro-węgierskiej, lecz plany te nie ziściły się. Legion ten miał współdziałać z Legionami Polskimi. W 1917 Hausner został dyrektorem Żydowskiego Funduszu Narodowego na Małopolskę Wschodnią, co miało związek z ogłoszeniem deklaracji Balfoura.
W latach 1918–1920, podczas wojny polsko-bolszewickiej pełnił funkcję rabina w Wojsku Polskim.
Zaangażowany w życie polityczne, przewodniczył Mizrachi w Galicji Wschodniej w latach 1921–1925. Posłował na sejm I kadencji w latach 1922–1927, wybrany z okręgu Tarnopol. Był członkiem Żydowskiego Klubu Parlamentarnego. Zajmował się głównie kwestiami gospodarczymi i szkolnictwem.
W 1927 r. został powołany na stanowisko radcy handlowego w Hajfie, jednak w porozumieniu z MSZ przeniósł się w tym samym roku do Tel Awiwu. W latach 1927–1932 pełnił tam funkcję radcy handlowego, a w 1932–1933 konsula RP z osobistą rangą konsula generalnego.
Autor licznych książek, m.in. Gramatyka języka hebrajskiego (Lwów 1904), Ijob a tragedia grecka (Lwów 1913), Sanacja polskiego pieniądza bez pomocy zagranicy (Warszawa 1926). Był autorem opracowania Słowacki a Biblia. Pisywał do żydowskich gazet, m.in. Chwili oraz do czasopism polskich, jak Kurier Lwowski.
W uznaniu zasług, głównie na polu przyczyniania się do wzrostu polskiego eksportu do Stanów Zjednoczonych, został odznaczony Krzyżem Oficerskim Orderu Odrodzenia Polski (27 listopada 1929) i Złotym Krzyżem Zasługi.
Zmarł po długiej chorobie. Został pochowany w Brytyjskim Mandacie Palestyny.

## Życie prywatne
Jego synem był Gidon Hausner, późniejszy Prokurator Generalny Izraela, główny oskarżyciel w procesie Adolfa Eichmanna, minister i poseł do Knesetu.